# Abádszalók
Abádszalók (hongrois : Abádszalók [ˈˈɒbaːdsːɒloːk]) est une localité hongroise, ayant le rang de ville dans le comitat de Jász-Nagykun-Szolnok. La ville actuelle est issue de la fusion des localités de Tiszaabád et Tiszaszalók en 1895. Aujourd'hui, elle constitue l'une des principales villes de la région touristique du lac Tisza et représente, après Tiszafüred, l'un des centres les plus développés en matière d'infrastructures touristiques.

## Nom et attributs

### Héraldique
Les armoiries d’Abádszalók ont été conçus en 1996 par le graphiste István Szekeres. Il se présente sous la forme d’un écu triangulaire debout, divisé horizontalement en deux parties :
- Dans le champ supérieur, coupé de vert et de bleu, figure un aigle d’or aux ailes déployées, tourné vers la droite et tenant une couronne d’or dans son bec.
- Le champ inférieur, bleu, est orné en son centre de deux brochets d’argent, disposés verticalement en position flottante et courbés vers l’extérieur.

L’ensemble du blason est bordé d’un trait noir. Au-dessus de l’écu, en lettres noires, figure l’inscription "ABÁDSZALÓK".
Le règlement municipal précise les caractéristiques du drapeau et de l’étendard  :
- Le drapeau est un rectangle horizontal de proportions 1:2 (90 × 180 cm), avec un champ argenté bordé en haut d'une bande verte et en bas d'une bande bleue (répartition des bandes : 1/6 - 4/6 - 1/6). Le blason peut être placé dans le premier tiers du drapeau.
- L’étendard, vertical, suit le même schéma chromatique, mais dans des proportions 2:1 (180 × 90 cm). Il est orné dans sa partie inférieure d’une frange dorée de 10 cm, et le blason peut être positionné dans le tiers supérieur.

Abádszalók a adopté le vert, le blanc et le bleu comme couleurs officielles, visibles notamment sur le drapeau et l’étendard. Ces couleurs sont profondément ancrées dans l’histoire locale, héritées des traditions d’Abád et de Szalók. Elles reflètent également l’identité du comitat de Jász-Nagykun-Szolnok, où le bleu et le blanc sont des symboles traditionnels. Le blanc symbolise la pureté, l’innocence, la victoire et la perfection. Il évoque l’image du Christ montant au ciel en habit blanc, ainsi que la lumière divine et l’illumination spirituelle. Le bleu est la couleur du ciel, de l’air et de l’eau. Il incarne la pureté, la vérité et la fidélité. Le vert représente le printemps, la résurrection et l’immortalité. Il est associé à l’espoir de renouveau, à la terre fertile, à la nature préservée, au travail agricole et à la résilience humaine.
Ces éléments reflètent la richesse du territoire et l’importance des activités rurales et fluviales dans l’histoire et le quotidien d’Abádszalók.

## Site et localisation

### Topographie et hydrographie
Cette localité est située dans la partie nord-ouest du Nagykunság, entre Szolnok et Tiszafüred, bien que nettement plus proche de cette dernière. Elle se trouve sur la rive gauche du cours moyen de la Tisza, à proximité du lac Tisza.
Les communes voisines sont : au nord-est, Tiszaderzs ; à l'est, Tiszaszentimre et Tomajmonostora ; au sud-est, Kunmadaras ; au sud, Kunhegyes ; à l'ouest, Tiszabura ; et au nord-ouest, Kisköre et Tiszanána, toutes deux situées de l'autre côté de la Tisza. Au nord, la localité la plus proche est Sarud, également sur l'autre rive de la Tisza, bien que leurs territoires administratifs ne se touchent pas directement. Dans cette direction, Abádszalók est bordée par des zones non habitées relevant d'Újlőrincfalva.
L’inauguration de la centrale hydroélectrique de Kisköre le 16 mai 1973 et la formation ultérieure du lac Tisza ont profondément transformé la commune et ses perspectives économiques. Ce réservoir artificiel, parsemé d’îles et créé par endiguement, couvre 127 km², dont 14 km² de surface en eau libre à proximité d’Abádszalók.

## Histoire
Abádszalók est née en 1896 de la fusion des localités de Tiszaabád et Tiszaszalók. Abád, qui constituait un point de passage important sur la Tisza, est mentionnée par Anonymus comme un fief du chef couman Thonuzaba. Le nom de Szalók est d'origine turque et dérive du nom personnel et clanique Zaluch (Szalók), attesté à l'époque de la conquête hongroise. La localité apparaît fréquemment dans les documents dès 1271. Habité en continu jusqu’en 1697, le village semble avoir été déserté par la suite, puisqu'il n'est plus mentionné comme tel en 1703. Toutefois, à partir de 1717, la vie communale reprend progressivement.
L'économie locale a toujours été dominée par l’agriculture, les conditions géographiques et économiques n’étant pas favorables au développement industriel. En 1740, László Orczy installe 44 familles d’artisans allemands à Szalók, dont les descendants, aujourd’hui assimilés, perpétuent encore certains métiers traditionnels.

## Population

### Minorités culturelles et religieuses
Selon le recensement de 2001, la population d’Abádszalók se déclarait à 98 % hongroise et 2 % rom.
Lors du recensement de 2011, 85 % des habitants s'identifiaient comme hongrois, 4,1 % comme roms, et 1,1 % comme allemands. Environ 14,8 % des répondants n'ont pas déclaré d'appartenance ethnique. En raison des identités multiples, le total des déclarations pouvait dépasser 100 %. Concernant l’appartenance religieuse, 27,9 % se déclaraient catholiques romains, 26,1 % réformés, 0,2 % grecs-catholiques, tandis que 23,5 % se disaient sans confession et 21,7 % n'ont pas répondu.
En 2022, la répartition était la suivante : 89,7 % de la population se déclarait hongroise, 4,2 % rom, 1,2 % allemande, 0,2 % roumaine, 0,1 % grecque, 0,1 % bulgare, et 1,4 % d'une autre nationalité non hongroise. 9,7 % n'ont pas déclaré leur origine. Concernant la religion, 18,3 % étaient réformés, 16,1 % catholiques romains, 0,2 % grecs-catholiques, 0,1 % évangéliques, 0,1 % juifs, 0,7 % autres chrétiens, 1,3 % autres catholiques, tandis que 23,1 % se déclaraient sans confession et 40,1 % n'ont pas répondu.

## Équipements

### Vie culturelle
Le tressage de jonc et la vannerie constituaient autrefois des activités artisanales importantes, la matière première étant fournie par les zones inondables de la Tisza. Grâce au soutien de la Csipkeház de Halas, de nombreuses paysannes ont également appris l'art de la dentelle, une tradition qui perdure.
Aujourd’hui, la commune est une destination prisée des amateurs de sports nautiques et de loisirs en plein air. L’événement annuel "Abádszalóki Nyár" propose une programmation culturelle, artistique et sportive attirant visiteurs et habitants.

### Réseaux extra-urbains
La commune est accessible par la route depuis trois directions : par la route 3216 depuis Kisköre-Tiszabura et Tiszaderzs, et par la route 3221 depuis Kunhegyes. Son territoire est également traversé par la route 3217.
Depuis les régions plus éloignées du pays, l’accès le plus direct se fait via la route nationale 33 en bifurquant à Tiszafüred, ou via la route nationale 34 en bifurquant à Kunhegyes.
En ce qui concerne le transport ferroviaire, la commune est desservie par la ligne MÁV 102 (Kál-Kápolna–Kisújszállás). Par le passé, elle comptait deux haltes ferroviaires sur son territoire. La halte d'Abádszalók, située à environ 4 à 5 km à l'ouest du centre habité, près du passage à niveau de la route 3216, est accessible par la route secondaire 32 322. La halte de Kisgyócs, implantée dans la zone rurale au sud de la ville, à proximité du hameau du même nom, n’accueille plus de trafic voyageurs.
Le transport public routier est assuré principalement par les bus de Volánbusz.

## Économie
L’offre touristique est soutenue par une quarantaine d'entreprises, comprenant restaurants, cafés, campings, pensions et ports de plaisance. Dans la baie Attila, une zone est réservée aux sports nautiques motorisés, tandis que les planche à voile et voile sont également populaires sur le lac. La plage de sable en pente douce accueille baigneurs et promeneurs, offrant un cadre idéal après des excursions à vélo, en canoë ou en bateau dans la région.

## Patrimoine local
Le patrimoine d'Abádszalók reflète son histoire religieuse, culturelle et architecturale à travers plusieurs édifices et monuments remarquables.
Le temple réformé de Tiszaabád a été construit entre 1787 et 1789. Le temple réformé de Tiszaszalók, édifié entre 1811 et 1822, a subi un incendie en 1842 qui a détruit sa toiture, remplacée en 1924. Le temple catholique romain de Tiszaszalók, bâti en 1744 dans un style baroque, possède un mobilier de style rococo, notamment sa chaire et son baptistère, réalisés vers 1790. Ses tableaux d'autel ont été peints entre 1870 et 1873 par Mihály Kovács, originaire d'Abádszalók.
Le musée des poupées (Babamúzeum) expose 156 costumes traditionnels du bassin des Carpates sur 360 poupées (répliques fidèles de 56 cm), ainsi que 226 poupées représentant les tenues traditionnelles de 65 pays à travers le monde. L'exposition est en constante évolution.
Le Malom-fogadó, situé sur la route Mikszáth, près de la plage sur la Tisza, occupe l'ancien bâtiment du moulin Eppinger, où fonctionnaient, à partir de 1912-1913, une scierie à vapeur et un moulin à vapeur.
Deux maisons d'habitation du XIXe siècle, de style classique, sont notables : l'une située au n° 23 de la rue Mikszáth  et l'autre au n° 26.
Plusieurs monuments commémoratifs jalonnent la ville. L'obélisque dédié aux soldats tombés lors de la Première Guerre mondiale  rend hommage aux victimes du conflit. Le monument de 1848 célèbre la révolution hongroise de 1848. La statue « Kettecskén », réalisée par László Morvay en 2001, illustre une scène intime et romantique. Deux bustes d'hommes illustres ornent également la ville : celui de Kálmán Laki, sculpté par Sándor Györfi, et celui de Lajos Kossuth, œuvre du même artiste.
Enfin, la fontaine Attila constitue un point d'intérêt symbolique de la ville.

## Personnalités liées à la localité
Plusieurs personnalités notables sont originaires d'Abádszalók (anciennement Tiszaabád), ayant marqué les domaines du théâtre, des arts, de la littérature, de l'histoire et du cinéma.
- Miklós Udvarhelyi (1790 – 14 janvier 1864, Pest) – acteur, l'un des pionniers du théâtre hongrois.
- Mihály Kovács (25 juillet 1818, Tiszaabád – 3 août 1892, Budapest) – peintre.
- Miklós Balla (1874, Tiszaabád – 3 novembre 1912, Budapest) – écrivain, poète, journaliste et éditeur.
- Pál Kovács (13 septembre 1892, Tiszaabád – 29 juin 1914, Zimony) – militaire hongrois, considéré comme le premier soldat tombé au combat de l’Empire austro-hongrois lors de la Première Guerre mondiale.
- Mária Ember (19 avril 1931, Abádszalók – 30 décembre 2001, Budapest) – écrivaine, journaliste, critique d'art, traductrice, historienne et chercheuse.
- Judit Ember – réalisatrice de films documentaires.
- Lajos Sváby (4 février 1935, Abádszalók) – peintre hongrois, lauréat du prix Kossuth et professeur d’université.
- Zoltán Abádi-Nagy (16 novembre 1940, Abádszalók) – historien de la littérature, fondateur et professeur émérite du département d'études nord-américaines de l'Université de Debrecen, ancien recteur de l'université.